# 331 a. C.
El año 331 a. C. fue un año del calendario romano prejuliano. En el Imperio romano se conocía como el Año del Consulado de Potito y Marcelo (o menos frecuentemente, año 423 Ab urbe condita).

## Acontecimientos
- 1 de octubre: Batalla de Gaugamela, a orillas del Tigris (Mesopotamia), en la que el ejército de Alejandro Magno vence a los persas de Darío III.
- Cirene se vuelve un estado vasallo de Macedonia por un tratado con Alejandro Magno.
- Fundación de Alejandría.
- Judá pasa a ser provincia del Imperio alejandrino. Según la tradición, Alejandro fue especialmente benévolo con los judíos, y cientos de ellos emigraron a Alejandría después de su fundación.[1]
- Alejandro ordena la construcción de la nueva ciudad de Alejandría, en Egipto, en honor a sus conquistas.[1]

## Fallecimientos
- Alejandro de Epiro, rey de la Grecia Antigua (n. 362 a. C.)